# Сремска Каменица
Сремска Каменица је градско насеље које се налази у саставу града Новог Сада у Јужнобачком округу, поред Дунава. Део је грађевинског подручја Новог Сада. Простире се од северних падина Фрушке горе до десне обале Дунава. Према попису из 2022. било је 12.632 становника.

## Положај
Сремска Каменица припада градској грађевинској зони Новог Сада. Састоји се од централног, ушореног дела, који чине Доња и Горња Каменица, док периферне делове насеља чине Боцке, Татарско брдо, Чардак и Староиришки пут. Остали делови Каменице су углавном викенд насеља: Парагово, Поповица, Главица, Артиљево, Григовац.
Суседна насеља су Петроварадин и Буковац на истоку, Ириг на југу, Лединци и Стари Лединци на западу и делови градског насеља Нови Сад Каменичко острво и Рибарско острво на северу, преко Дунава.

## Име града
Име Сремска Каменица је свакако словенског порекла, јер се и код њеног првог назива 'Villa Kamanch' распознаје присуство корена словенске речи камен, те се претпоставља да је име добила по камену кога има на њеном југу и који је неко време експлоатисан на Парагову (Подробне напомене о историји места: Слободан Продић, "Мирно огњиште", Сремска Каменица, 2012).

## Историја

### Најстарији период
Историја је забележила да су овим крајем пре 2300 година владали, готово 2 века, ратоборни Трибали, моћно Илирско племе. Међутим пре 2100 година, привучени лепотом сремских брежуљака, ливада и шума, келтско племе Скордисци, боље организовани и дисциплинованији, поразили су Трибале и завладали овим крајем.
Сто година касније, пре 20 векова, Скордисци су поражени од Римљана, који су успоставили војне логоре на десној обали Дунава да би заштитили северне границе своје империје од упада варвара који су надирали са севера, из мочвара и ритова простране Панонске низије. Тако су Римљани између Петроварадина и Сремске Каменице подигли велики војни логор и тврђаву 'Кузум'. Како су у близини таквих војних објеката редовно ницала насеља, која су римске легионаре снабдевала храном и осталим потрепштинама, претпоставља се да је још тада на територији Сремске Каменице постојало насеље.

### Средњи век
Први сигурнији податак о Каменици, као насељу, потиче из прве половине 13. века. Она се тада у даровници угарског краља Беле IV, која носи датум 8. јул 1237. године, назива 'Villa Kamanch'. Том даровницом се Сремска Каменица као конфисковани посед дарује манастиру у Укурду, који се тада називао Белафонс, а данас Петроварадин.
14. век и почетак 16. века били су златно доба Сремске Каменице. Она се тада прочула као знаменита подунавска варошица у којој су цветали занати, трговина и култура. У списима се 1408. године назива "civitas seu opidum" Каманец, а по подацима из 1439. године зове се Каманец. Хуситски свештеници Валентин и Тома су 1441. у Сремској Каменици завршили превод Светог писма на мађарски. Ово је први целовити превод Библије на мађарски језик познат и као "Хуситска Библија".

### Турски период
Најтеже дане у својој историји, Сремска Каменица је преживела у Турском освајачком походу. Први пут су се Турци овде појавили 1520. године, када су разорили многа сремска места, међу којима и Сремску Каменицу. 1526. године, после крвавих борби по јужној Угарској пао је у турске руке и тврди Петроварадин. Тих дана Каменица је поново тешко страдала. Турци су је до темеља разорили и попалили. У записима који говоре о овој пропасти места, каже се да су Турци том приликом просули 7.000 бачви вина, те је оно по Каменици текло као поток, местимично дубок до колена.
После турске најезде, стара Сремска Каменица је опустела. На месту некадашње богате и знамените варошице, лежале су рушевине и паљевине. Од 1526. године када је пала под турску власт, до 1687. Каменица припада Варадинској нахији у Сремском санџаку.

### Хабзбуршки период
Од 1702. године аустријске власти Каменицу, отету од Турака, називају Камениц. После 25 година током којих је Каменицом владала аустријска Дворска комора, 1728. године она постаје власништво генерал-барона Ифелина и тако остаје све до 1750. када властелинство опет мења власништво и прелази у посед грофа Марцибањија и његовог зета Карачоњија.
Каменица се брзо развијала и већ 1886. године постаје општина у саставу иришког среза и такво стање остаје све до 1941. године.

### Период после Првог светског рата
После Првог светског рата, имање грофа Карачоњија је секвестрирано, ту су смештена ратна сирочад.

### Други светски рат
Током Другог светског рата, у Сремској Каменици усташе су одмах отпочеле пљачкање и развлачење покућства из официрских и подофицирских станова. Жандармеријске школе, из Енглеско-југословенске болнице за децу туберкулозних костију, из многобројних вила и станова Срба, Новосађана, расејаних по каменичким виноградима, затим из Домаћичке школе Краљевског фонда и то у корист тамошње римокатоличке жупне цркве. Усташе су отимале и оно мало понеких ствари, стоке и другог, српским изгнаницима из бачких колонија, који су се непрегледним масама пешице преко Фрушке горе, повлачиле у правцу својих некадашњих огњишта, остављајући за собом, гробове деце, стараца и старица, помрлих од умора и глади и злостављања. Одузимало се одело, обућа, и све до доњег рубља војницима Србима који су се враћали својим кућама у Бачку и обратно из Бачке у Србију.
У Сремској Каменици прописују се драконске казне за оне који "у одређеном року не скину ћириличне натписе са радњи и кућа". Премазани су сви натписи писани ћирилицом на приватним и јавним зградама. Такође се уништавају и све књиге писане ћирилицом. "Трговачки натписи ћирилски на кућама одмах скинути". На "граду" деспота српског светог Стевана Штиљановића усташе су са дечурлијом полупале национални и верски грб. Све националне слике а на многим местима и иконе покупљене су из надлештва и кућа и спаљене у општинском дворишту.
У цркви у Сремској Каменици усташе из Осијека „вршили су нужду и оставили је потпуно загађену људским изметом“.

### Каменичка општина
Од успостављања цивилне управе у крајевима освојеним од Турака за време Хабзбуршке монархије Сремска Каменица има своју општину, која као таква остаје све до 1955. године, када је припојена општини Петроварадин при којој је била свега две године, после чега бива припојена општини Нови Сад.

## Демографија
У насељу Сремска Каменица живи 8.870 пунолетних становника, а просечна старост становништва износи 38,5 година (37,6 код мушкараца и 39,3 код жена). У насељу има 3.789 домаћинстава, а просечан број чланова по домаћинству је 3,23.
Ово насеље је углавном насељено Србима (према попису из 2002. године).
|             | \| Демографија[5] \| Демографија[5] \| Демографија[5] \| \| Година \| Становника \| Становника \| \| -------------- \| -------------- \| -------------- \| \| 1948. \| 2.491 \| \| \| 1953. \| 2.849 \| \| \| 1961. \| 3.646 \| \| \| 1971. \| 5.051 \| \| \| 1981. \| 7.532 \| \| \| 1991. \| 7.955 \| 7.753 \| \| 2002. \| 11.205 \| 11.748 \| \| 2011. \| 12.273 \| \| |            |
| Демографија | |            |
| Година      | Становника | Становника |
| 1948.       | 2.491 |            |
| 1953.       | 2.849 |            |
| 1961.       | 3.646 |            |
| 1971.       | 5.051 |            |
| 1981.       | 7.532 |            |
| 1991.       | 7.955 | 7.753      |
| 2002.       | 11.205 | 11.748     |
| 2011.       | 12.273 |            |

| Етнички састав према попису из 2002.‍ | Етнички састав према попису из 2002.‍ | Етнички састав према попису из 2002.‍ | Етнички састав према попису из 2002.‍ | Етнички састав према попису из 2002.‍ |
| ------------------------------------ | ------------------------------------ | ------------------------------------ | ------------------------------------ | ------------------------------------ |
|                                      |                                      |                                      |                                      |                                      |
| Срби                                 | Срби                                 |                                      | 8.806                                | 78,58%                               |
| Хрвати                               | Хрвати                               |                                      | 561                                  | 5,00%                                |
| Југословени                          | Југословени                          |                                      | 358                                  | 3,19%                                |
| Мађари                               | Мађари                               |                                      | 256                                  | 2,28%                                |
| Црногорци                            | Црногорци                            |                                      | 141                                  | 1,25%                                |
| Словаци                              | Словаци                              |                                      | 102                                  | 0,91%                                |
| Русини                               | Русини                               |                                      | 69                                   | 0,61%                                |
| Македонци                            | Македонци                            |                                      | 38                                   | 0,33%                                |
| Украјинци                            | Украјинци                            |                                      | 34                                   | 0,30%                                |
| Румуни                               | Румуни                               |                                      | 21                                   | 0,18%                                |
| Немци                                | Немци                                |                                      | 20                                   | 0,17%                                |
| Словенци                             | Словенци                             |                                      | 15                                   | 0,13%                                |
| Муслимани                            | Муслимани                            |                                      | 14                                   | 0,12%                                |
| Горанци                              | Горанци                              |                                      | 10                                   | 0,08%                                |
| Руси                                 | Руси                                 |                                      | 7                                    | 0,06%                                |
| Буњевци                              | Буњевци                              |                                      | 7                                    | 0,06%                                |
| Бошњаци                              | Бошњаци                              |                                      | 4                                    | 0,03%                                |
| Чеси                                 | Чеси                                 |                                      | 3                                    | 0,02%                                |
| Албанци                              | Албанци                              |                                      | 3                                    | 0,02%                                |
| Роми                                 | Роми                                 |                                      | 2                                    | 0,01%                                |
| Бугари                               | Бугари                               |                                      | 2                                    | 0,01%                                |
| непознато                            | непознато                            |                                      | 117                                  | 1,04%                                |

| Година пописа     | 1948. | 1953. | 1961. | 1971. | 1981. | 1991. | 2002. |
| ----------------- | ----- | ----- | ----- | ----- | ----- | ----- | ----- |
| Број домаћинстава | 902   | 978   | 1.262 | 1.687 | 2.476 | 2.686 | 3.789 |

| Број чланова      | 1   | 2   | 3   | 4   | 5   | 6   | 7  | 8 | 9 | 10 и више | Просек |
| ----------------- | --- | --- | --- | --- | --- | --- | -- | - | - | --------- | ------ |
| Број домаћинстава | 675 | 946 | 834 | 903 | 280 | 105 | 32 | 7 | 2 | 5         | 2,92   |

| Пол    | Укупно | Неожењен/Неудата | Ожењен/Удата | Удовац/Удовица | Разведен/Разведена | Непознато |
| ------ | ------ | ---------------- | ------------ | -------------- | ------------------ | --------- |
| Мушки  | 4.473  | 1.324            | 2.813        | 146            | 183                | 7         |
| Женски | 4.811  | 1.105            | 2.835        | 635            | 226                | 10        |
| УКУПНО | 9.284  | 2.429            | 5.648        | 781            | 409                | 17        |

| Пол    | Укупно                    | Пољопривреда, лов и шумарство | Рибарство                            | Вађење руде и камена | Прерађивачка индустрија       |
| ------ | ------------------------- | ----------------------------- | ------------------------------------ | -------------------- | ----------------------------- |
| Мушки  | 2.045                     | 50                            | 7                                    | 23                   | 399                           |
| Женски | 1.771                     | 29                            | 2                                    | 5                    | 230                           |
| УКУПНО | 3.816                     | 79                            | 9                                    | 28                   | 629                           |
| Пол    | Производња и снабдевање   | Грађевинарство                | Трговина                             | Хотели и ресторани   | Саобраћај, складиштење и везе |
| Мушки  | 45                        | 221                           | 438                                  | 57                   | 190                           |
| Женски | 18                        | 62                            | 374                                  | 64                   | 39                            |
| УКУПНО | 63                        | 283                           | 812                                  | 121                  | 229                           |
| Пол    | Финансијско посредовање   | Некретнине                    | Државна управа и одбрана             | Образовање           | Здравствени и социјални рад   |
| Мушки  | 31                        | 94                            | 109                                  | 70                   | 121                           |
| Женски | 65                        | 106                           | 83                                   | 147                  | 400                           |
| УКУПНО | 96                        | 200                           | 192                                  | 217                  | 521                           |
| Пол    | Остале услужне активности | Приватна домаћинства          | Екстериторијалне организације и тела | Непознато            | Непознато                     |
| Мушки  | 125                       | 2                             | 0                                    | 63                   | 63                            |
| Женски | 117                       | 3                             | 2                                    | 25                   | 25                            |
| УКУПНО | 242                       | 5                             | 2                                    | 88                   | 88                            |

## Верски објекти
Овде се налазе Црква Рођења Пресвете Богородице, Црква Светог пророка Илије, Црква свете великомученице Марине на Парагову и Римокатоличка црква Светог крижа.

## Здравство
У Сремској Каменици су лоцирани Институт за кардиоваскуларне болести Војводине, Институт за плућне болести Војводине и Институт за онкологију Војводине.

## Образовање
У центру Сремске Каменице налази се Основна школа „Јован Јовановић Змај“, основана 1951, која носи име дечјег песника Јована Јовановића Змаја.
У Сремској Каменици постоји и Школски центар за полицијску обуку МУП-а Србије. Такође, у Сремској Каменици је лоциран и највећи приватни универзитет у Војводини — Универзитет Едуконс. Оснивач овог универзитета је каменчанин проф. др Александар Андрејевић, а један од професора који предаје на универзитету је такође каменчанин проф. др Бранислав Радновић.
Овде је постојао и приватни факултет Фабус, основан 2001. године.

## Саобраћај
Сремска Каменица је саобраћајно повезана са Новим Садом преко Моста слободе, а тренутно се гради и нови мост преко Дунава, западно од центра Сремске Каменице. Кроз Сремску Каменицу воде путеви ка Иригу и Руми (на југу) и ка Беочину (на западу).

## Спорт
У насељу постоји ФК Фрушкогорац  и планинарско друштво Спирит.

## Остале значајне установе, објекти и локације
У Сремској Каменици се налазе Дечје село, Каменички парк, Кућа Јована Јовановића Змаја са Спомен збирком, Споменик Јовану Јовановићу-Змају и Дворац Марцибањи-Карачоњи. У насељу постоје културна добра Комплекс „Енглеско-југословенске дечије болнице”, Зграда из средине 18. века, Кућа из 1797. године и Два гробна места са надгробним споменицима.
На Поповици су лоцирани Излетиште Поповица, Планинарски дом „Др Радивој Симоновић”, Планинарски дом Црвени Чот, Планинарски дом Медицинар, Планинарски дом Железничар и Дунавски видиковац, док је под врхом Главица Планинарски дом „Занатлија”.

## Галерија
- Центар Сремске Каменице
- Споменик Јовану Јовановићу Змају
- Кућа Јована Јовановића Змаја
- Кућа Јована Јовановића Змаја
- Кућа Јована Јовановића Змаја
- Кућа Јована Јовановића Змаја
- Кућа Јована Јовановића Змаја
- Гроб и споменик Јована Јовановића Змаја
- Трг Јована Јовановића Змаја
- Римокатоличка црква Светог крижа
- Римокатоличка црква Светог крижа
- Римокатоличка црква Светог крижа
- Улице у Сремској Каменици
- Православна црква Рођења Пресвете Богородице
- Православна црква Рођења Пресвете Богородице
- Дворац Марцибањи - Карачоњи
- Дворац Марцибањи - Карачоњи
- Дворац Марцибањи - Карачоњи
- Дворац Марцибањи - Карачоњи
- Дворац Марцибањи - Карачоњи
- Улаз у Дворац Марцибањи - Карачоњи
- Табла испред Дворца Марцибањи - Карачоњи
- Седиште Универзитета Едуконс